# 黄烷-3-醇

黃烷醇 (全名: 黃烷-3-醇類) 的化學結構

黃烷醇（flavanol）全名黃烷-3-醇類（flavan-3-ol），是一種植物黄酮类化合物，為2-苯基-3,4-二氫-2H-色烯-3-醇骨架黃烷的衍生物；此類化合物屬於一種植物自然產生的抗氧化劑，特別是可可类植物。适量黃烷醇对有益健康，过量摄入则会有肝毒性。它們在植物防禦中發揮作用，並且存在於大多數植物中。
與許多抗氧化劑比較起來，黃烷醇可幫助身體對付自由基的存在，也會增加血中一氧化氮，增加血液流量、降血壓；這些類型的抗氧化劑也防止血液凝塊。也有一些證據表明，類黃酮化合物可以幫助降低血液中的低密度脂蛋白或壞膽固醇水平。
黃烷-3-醇類包括：兒茶素、表兒茶素沒食子酸酯、沒食子兒茶素（棓儿茶素）、表沒食子兒茶素沒食子酸酯、原花青素，茶黃素，茶紅素。
注意：黃烷醇（flavanols）不可與含酮基的黃酮類化合物——黃酮醇（flavonols）混淆。

## 化學結構
單分子（單體）兒茶素，或異構體表兒茶素，可將四個羥基加至黃烷-3-醇，是串接聚合物（原花青素）和高階聚合物（花青素）的構件。
黃烷醇具有兩個手性碳，這意味著出現4個非对映异构。 它們有別於槲皮素和蘆丁等黃色含酮類黃酮，它們被稱為黃酮醇。早期使用的術語生物類黃酮被不准確地應用到包括黃烷醇，黃烷醇的特點是不存在酮。 兒茶素的單體、二聚體和三聚體（低聚物）是無色的。 更高階的聚合物，花青素，表現出加深的紅色並變成單寧。 
兒茶素和表兒茶素是差向異構體，其中 (–)-表兒茶素和 (+)-兒茶素是自然界中最常見的光學同分異構體。 兒茶素最初是從植物提取物兒茶中分離出來的，因此得名。 加熱兒茶素超過其分解點會釋放鄰苯二酚（也稱為兒茶酚），這解釋了這些化合物名稱的共同來源。
與表兒茶素和兒茶素相比，表沒食子兒茶素和沒食子兒茶素分別含有一個額外的酚羥基，類似於鄰苯三酚與鄰苯二酚的差異。
兒茶素沒食子酸酯是兒茶素的沒食子酸酯； 一個例子是表沒食子兒茶素沒食子酸酯(EGCG)，它通常是茶葉中最豐富的兒茶素。 原花青素和茶紅素是低聚黃烷-3-醇。
與許多其他類黃酮不同，黃烷-3-醇不以通常的糖苷形式存在於植物中。

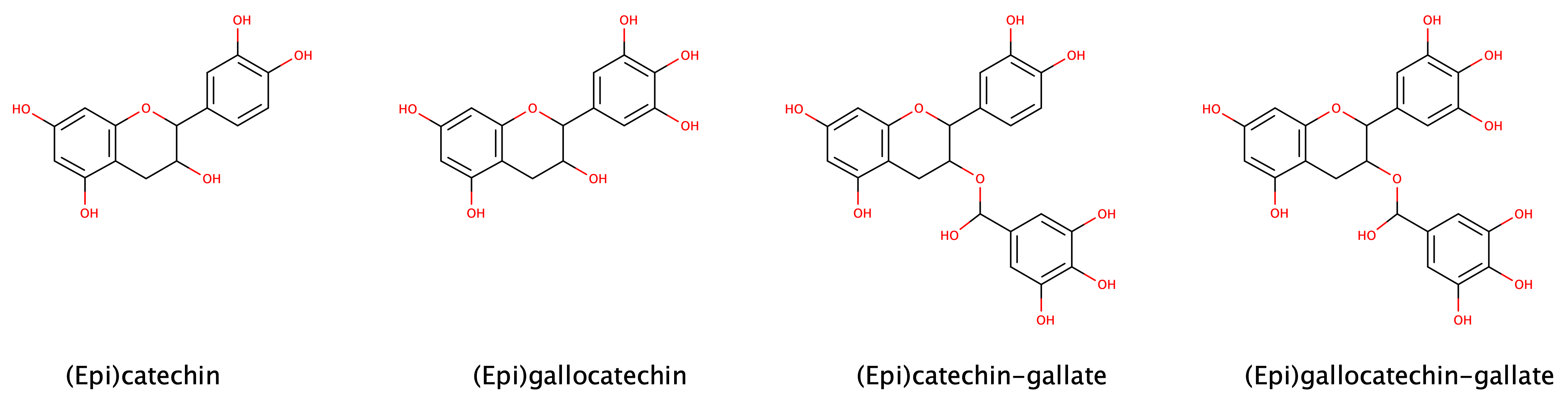
結構: (表) 兒茶素、(表) 兒茶素沒食子酸酯、(表) 沒食子兒茶素、和 (表) 沒食子兒茶素沒食子酸酯。

|                            |            |                |
| 黃烷(flavan)化合物骨架編號 | (+)-兒茶素 | Guibourtinidol |

## 表兒茶素生物合成
Figure 1:Schematic overview of the flavan-3-ol (-)-epicatechin biosynthesis in plants: Enzymes are indicated in blue, abbreviated as follows: E1, phenylalanine ammonia lyase (PAL), E2, tyrosine ammonia lyase (TAL), E3, cinnamate 4-hydroxylase, E4, 4-coumaroyl: CoA-ligase, E5, chalcone synthase (naringenin-chalcone synthase), E6, chalcone isomerase, E7, Flavonoid 3'-hydroxylase, E8, flavonone 3-hydroxylase, E9, dihydroflavanol 4-reductase, E10, anthocyanidin synthase (leucoanthocyanidin dioxygenase), E11, anthocyanidin reductase. HSCoA, Coenzyme A. L-Tyr, L-tyrosine, L-Phe, L-phenylalanine.